# Hřib Dupainův
Hřib Dupainův (Rubroboletus dupainii (Boud.) Kuan Zhao & Zhu L. Yang 2014) je vzácná houba z čeledi hřibovitých. Dříve byl řazen do sekce Erythropodes (případně Luridi) rodu Boletus.

## Synonyma
- Boletus dupainii Boud. 1902[2]
- Tubiporus dupainii (Boud.) Maire 1937[3]
- Xerocomus dupainii (Boud.) Konr. et Maubl.[4]

## Vzhled

### Makroskopický
Klobouk dosahuje 70 - 110 (150) milimetrů, je pevný, v mládí polokulovitý, později klenutý, nakonec až rozprostřený. Zbarven je v odstínech červené, nejdříve v živých šarlatových odstínech, později až cihlovooranžový, někdy se žlutou zónou na okraji.
Rourky jsou poměrně krátké, měří 4 - 10 (15) milimetrů, nejprve žluté, později žlutoolivové, při poranění modrají. Póry mají zprvu živě červenou až višňovou barvu, ve stáří se odbarvují do cihlových až pomerančových odstínů.
Třeň dosahuje (50) 70 - 100 (120) × 40 - 50 milimetrů, nejprve je břichatý, později válcovitý nebo kyjovitý. Žlutý (či mírně zahnědlý) povrch kryjí červená zrníčka, ve svrchních 3 - 5 milimetrech se může objevit náznak síťky.
Dužnina má pevnou konzistenci, v klobouku má bělavé až nažloutlé zbarvení, ve třeni je žlutá až žlutavá, v bázi třeně může být červená. Po poranění středně intenzivně modrá. Voní slabě hřibovitě, chutná mírně nasládle. Vykazuje neamyloidní reakci s Melzerovým činidlem.

### Mikroskopický
Výtrusný prach je hnědoolivový, spory 10 - 16 × 4 - 6 μm a trichodermové hyfy 4 - 7 (10)μm.

## Výskyt

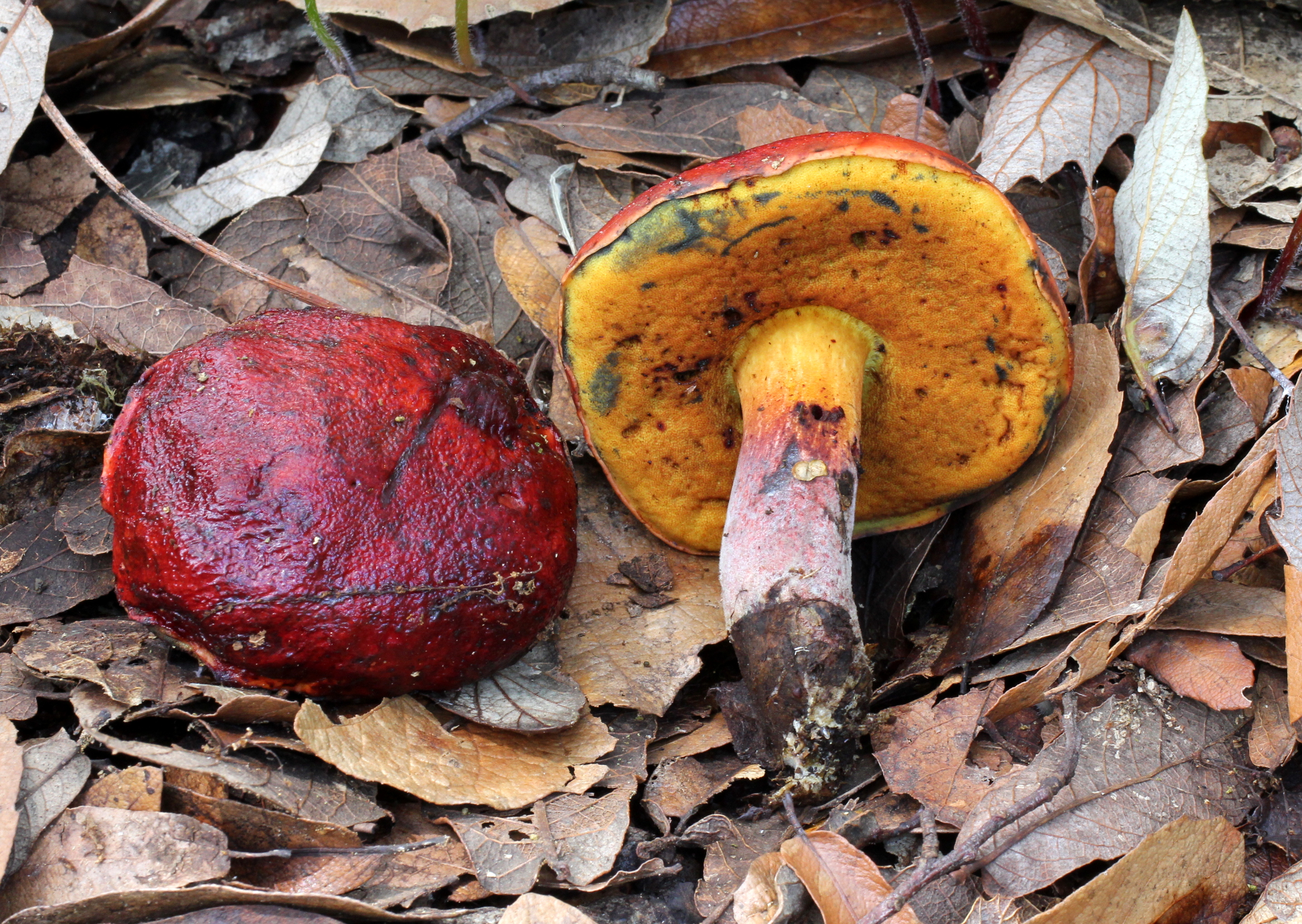
Hřib Dupainův

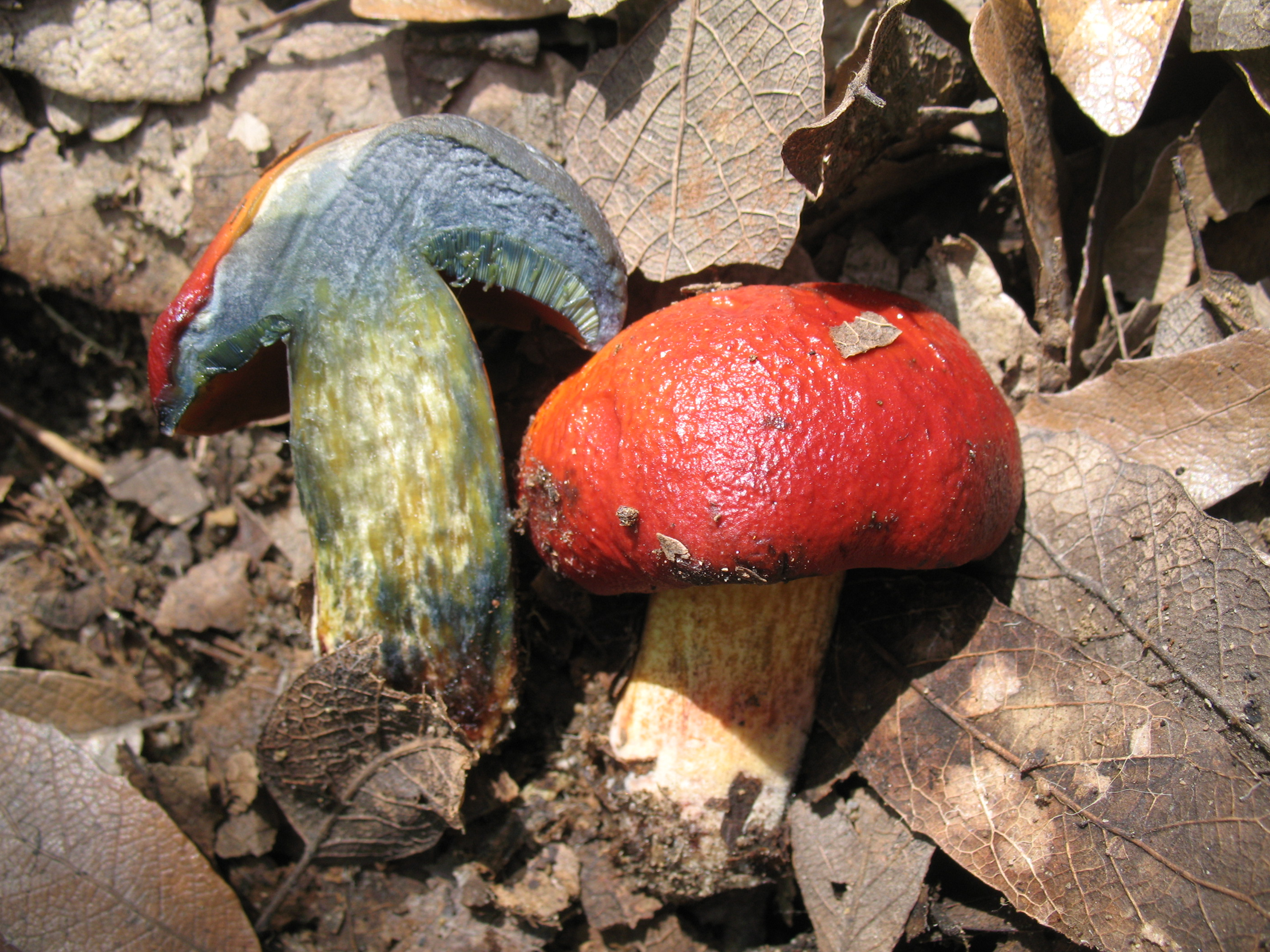
dužnina na řezu modrá

Vyskytuje se v teplých lesích pod duby, buky a kaštanovníkem setým.

## Rozšíření
Roste v jižní Evropě. Přinejmenším do roku 1974 nebyly známé žádné lokality na území Československa. Později byl objeven na území Slovenska. Publikace Hřibovité houby uvádí, že v České republice nebyl (do roku 2009) objeven, přičemž s ohledem na výskyt na Slovensku a v Německu nelze možnost nálezu vyloučit. K prvnímu nálezu došlo v srpnu 2014 v oblasti Bílých Karpat.
Z ostatních zemí byl nalezen v Bulharsku, Francii (vč. Korsiky), Chorvatsku, Itálii (vč. Sicílie), Německu, Portugalsku, Rakousku, Řecku, Severní Makedonii, Slovensku, Slovinsku, Španělsku, Švýcarsku.

## Záměna
- Hřib kovář červenohlavý (Neoboletus luridiformis var. rubropileus) - nemá slizký klobouk, výrazněji modrá
- Hřib Quéletův (Suillellus queletii) - nemá slizký klobouk, postrádá tmavé červené a šarlatové tóny, amyloidní reakce

## Ochrana
Ve většině zemí, kde je prokázán výskyt, je hřib Dupainův chráněný. Přestože je jedlý, neměl by proto být sbírán. Případný nález je vhodné hlásit mykologickému pracovišti.